# Педашка

Педашка (укр. Педашка) — село,
Ланновский сельский совет,
Карловский район,
Полтавская область,
Украина.
Село ликвидировано в 1988 году .

## Географическое положение
Село Педашка находится на расстоянии в 2,5 км от села Львовское.

## История
- 1988 — село ликвидировано [1].